# Lambula pristina
Lambula pristina är en fjärilsart som beskrevs av Walker 1866. Lambula pristina ingår i släktet Lambula och familjen björnspinnare. Inga underarter finns listade i Catalogue of Life.